# بورشیتسه و بلاتنیتسه
بورشیتسه و بلاتنیتسه (به چکی: Boršice u Blatnice) یک منطقهٔ مسکونی در جمهوری چک است که در ناحیه اوهرسکه هرادیشتی واقع شده‌است. بورشیتسه و بلاتنیتسه ۱۱٫۶۱ کیلومتر مربع مساحت و ۸۵۵ نفر جمعیت دارد و ۲۹۸ متر بالاتر از سطح دریا واقع شده‌است.